# Spirit Cave mummie

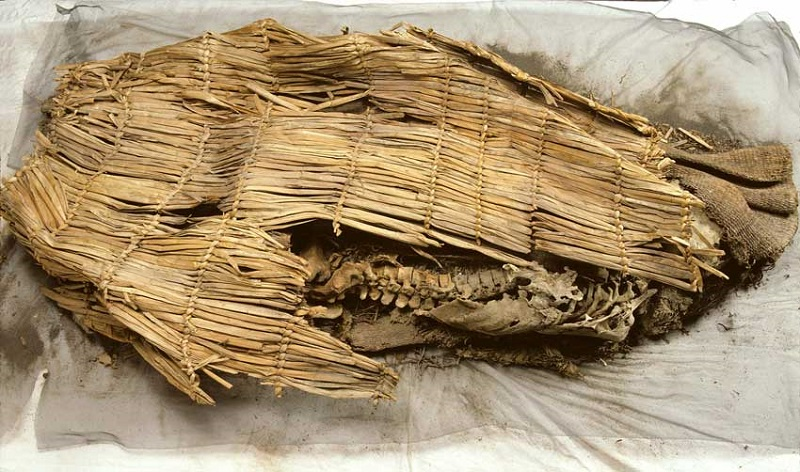
De overblijfselen van Spirit Cave mummie nog omhuld in het materiaal waarin het ter aarde werd besteld.

De Spirit Cave mummie is de oudste menselijke mummie die in Noord-Amerika gevonden is. Hij werd in 1940 ontdekt in Spirit Cave, 21 km ten oosten van Fallon, Nevada, in de Verenigde Staten, door het archeologische team van het echtpaar Sydney en Georgia Wheeler.
De mummie zou 40 jaar oud zijn geweest toen hij, ca. 9400 jaar geleden, stierf. Analyse van de overblijfselen duidt op overeenkomsten met Noord- en Zuid-Amerikaanse indianen en in 2016 werden de overblijfselen gerepatrieerd naar de Fallon Paiute-Shoshone Tribe van Nevada. 
De mummie was een van de eersten die met massaspectrometrie werd gedateerd.

## Ontdekking
De Wheelers, die werkten voor de Nevada State Parks Commission, maakten een overzicht van de archeologische sites om te voorkomen dat ze door guano mining  verloren zouden gaan. In de Spirit Cave ontdekten ze de overblijfselen van twee mensen omhuld in tule matten. Een van hen dieper begraven en deels gemummificeerd (hoofd en rechterschouder). Dit deels gemummificeerde individu (de Spirit Cave-mummie)  droeg mocassins en was omhuld in een laken van konijnenhuid. De Wheelers ontdekten met de hulp van lokale bewoners 67 artefacten in de grot. Deze werden in het Nevada State Museum onderzocht, waar zij in eerste instantie op 1500 tot 2000 jaar oud werden geschat. Ze werden ondergebracht in de voorraadruimte van het museum in Carson City, waar ze de volgende 54 jaar werden bewaard.

### Spirit Cave
Spirit Cave ligt op een hoogte van 1.266 meter in het voorgebergte van de Stillwater Mountains; thans is er het Stillwater National Wild Refuge gevestigd. Het ligt ten noordoosten van Fallon, Nevada. Er zijn biologische overeenkomsten tussen de Spirit Cave mummie en de Wizards Beach Man en Crypt Cave dog burial.

## Datering
In 1996 onderzocht antropoloog R. Ervi Taylor van Universiteit van Californië - Riverside, 17 van de Spirit Cave artefacten met massaspectrometrie. De mummie zou ca. 9400 jaar oud zijn, ouder dan enig andere bekende Noord-Amerikaanse mummie. De datering werd gepubliceerd in het Nevada Historical Quarterly (1997).

## Repatriëring en DNA analyse
In maart 1997 diende de Paiute-Shoshone Tribe of the Fallon Reservation and Colony een claim in volgens de Native American Graves Protection and Repatriation Act (NAGPRA) wegens culturele verbintenis (cultural affiliation). In oktober 2015 verzamelde Eske Willerslev bot- en tand-samples van de overblijfselen en uit DNA-analyse bleken ze overeen te komen met dat van Noord- en Zuid-Amerikaanse indianen. Op 22 november 2016 werden de overblijfselen aan de indianen overgedragen en in november 2018 werden ze begraven.

## Man van Wizards Beach
De overblijfselen van een man uit dezelfde tijd, Wizards Beach Man, maakten ook deel uit van de verzameling van het Nevada State Museum. Ze werden tegelijkertijd gedateerd. Het bleek om nog een Holoceen skelet te gaan uit bijna dezelfde periode. Wizards Beach Man werd in 1978 gevonden in Wizards Beach aan het Pyramid Lake, ca. 160 km ten noordwesten van Spirit Cave. Koolstofdatering wees uit dat hij meer dan 9200 jaar geleden leefde.
Lovelock Cave, een andere belangrijke, vroege site, ligt ook in de buurt.